# Agua de Castilla (Alota)
Agua de Castilla ist eine Ortschaft im Departamento Potosí im südamerikanischen Anden-Staat Bolivien.

## Lage im Nahraum
Agua de Castilla ist zweitgrößte Ortschaft im Kanton Cerro Gordo im Municipio San Agustín in der Provinz Enrique Baldivieso. Die Ortschaft liegt auf einer Höhe von 3968 m am Ufer des Quebrada Agua de Castilla, dessen episodisch auftretendes Wasser zum Río Alota hin fließt.

## Geographie
Agua de Castilla liegt auf dem bolivianischen Altiplano zwischen den Anden-Gebirgsketten der Cordillera Occidental im Westen und der Cordillera de Lípez im Südosten.
Das Klima in dieser Region im Südwesten des Landes ist arid, nur von Januar bis März fallen nennenswerte Niederschläge zwischen 10 und 30 mm im Monat (siehe Klimadiagramm Avaroa), in den restlichen neun Monaten fällt nur sporadisch Niederschlag. Die mittlere Jahrestemperatur der Region liegt bei etwa 7 °C, die Monatsdurchschnittstemperaturen schwanken nur unwesentlich zwischen 3 °C im Juli und 10 °C im Januar.

## Verkehrsnetz
Agua de Castilla liegt in einer Entfernung von 365 Straßenkilometern südwestlich von Potosí, der Hauptstadt des gleichnamigen Departamentos.
Von Potosí aus führt die Nationalstraße Ruta 5 über 198 Kilometer in südwestlicher Richtung bis Uyuni, das am Salar de Uyuni gelegen ist. Südlich von Uyuni führt eine teilweise unbefestigte Landstraße weiter in südwestlicher Richtung über San Cristóbal und erreicht nach 145 Kilometern die Ortschaft Alota. Von hier aus führt eine unbefestigte Piste in südöstlicher Richtung und erreicht nach 22 Kilometern Agua de Castilla.

## Bevölkerung
Die Einwohnerzahl der Ortschaft ist in den vergangenen beiden Jahrzehnten auf weniger als die Hälfte zurückgegangen:
| Jahr | Einwohner | Quelle       |
| ---- | --------- | ------------ |
| 1992 | 191       | Volkszählung |
| 2001 | 70        | Volkszählung |
| 2012 | 90        | Volkszählung |
| 2024 |           | Volkszählung |

Die Region weist einen hohen Anteil an Quechua-Bevölkerung auf, im Municipio San Agustín sprechen 95,5 Prozent der Bevölkerung die Quechua-Sprache.